# Tretinoin
Tretinoin, auch Vitamin-A-Säure (kurz: VAS) bzw. all-trans-Retinsäure (englisch: all-trans-retinoic acid, kurz: ATRA) ist eine chemische Verbindung, deren chemische Struktur sich vom Vitamin A1 (Retinol) ableitet. Sie zählt zu den nicht-aromatischen Retinoiden der ersten Generation und stellt zugleich ein wichtiges Signalmolekül in der Embryonalentwicklung dar.

## Darstellung
Tretinoin entsteht durch Oxidation von all-trans-Retinal, das sich durch Oxidation aus all-trans-Retinol gewinnen lässt:

## Anwendungsgebiete
Tretinoin findet als Arzneistoff Anwendung: Systemisch wird es in der Therapie der Akuten Promyelozytenleukämie (APL) eingesetzt, ein Subtyp der Akuten myeloischen Leukämie (AML). Topisch kommt es als wirksamer Bestandteil von Creme- und Gelzubereitungen oder alkoholischen Lösungen bei der Therapie der Akne und weiterer hyperkeratotischer Hautkrankheiten sowie in der Kosmetik zum Einsatz. Tretinoin ist in Europa und Nordamerika zugelassen, entsprechende Medikamente sind in der Regel rezeptpflichtig.
Mittlerweile wird auch evaluiert, ob Tretinoin (ATRA) zusätzlich zu einer Chemotherapie auch bei Patienten mit einer akuten myeloischen Leukämie eingesetzt werden kann. Die Evidenz ist sehr ungewiss bezüglich der Wirkung von ATRA zusätzlich zu der Chemotherapie auf Durchfall dritten/vierten Grades, Übelkeit/Erbrechen dritten/vierten Grades und die kardiale Toxizität dritten/vierten Grades. ATRA zusätzlich zu der Chemotherapie führt wahrscheinlich lediglich zu einer kleinen oder keiner Veränderung bezüglich der Mortalität innerhalb von 24 Monaten, der Mortalität während der Studie und Infektionen dritten/vierten Grades. Außerdem verursacht ATRA zusätzlich zu der Chemotherapie wahrscheinlich eine sehr geringe oder keine Verringerung der Mortalität, der Rückfälle und dem Fortschritt der Krankheit.

## Wirkungsmechanismen
- In der Embryonalentwicklung bindet Tretinoin an Retinsäurerezeptoren (RARs – englisch: Retinoic acid receptors) in Kombination mit Retinoid-X-Rezeptoren (RXRs), die an so genannte RAREs (engl.: Retinoid acid response elements) an der DNA gebunden sind, und reguliert so die Genexpression. Zu den Zielgenen gehören u. a. Hox-Gene während der Gliedmaßenentwicklung, Somitogenese und der Musterbildung im Rhombencephalon.[3]
- Durch eine Translokation auf genetischer Ebene entsteht in den Promyelozyten ein Hybridrezeptor für die Retinsäure. Es kommt zu einer Aktivierung der Zellteilung und damit zur Expansion leukämischer Zellen. Systemisch eingesetztes Tretinoin greift in diesen Prozess ein, indem es zu einer Differenzierung (Ausreifung) der Leukämiezellen führt. Es entstehen reife Granulozyten mit Verlust der mitotischen Aktivität. Tretinoin wird in Kombination mit Chemotherapie eingesetzt und erbringt so Heilungsraten von bis zu 80 Prozent.
- Tretinoin stimuliert die Mitosetätigkeit an keratinisierenden Epithelien und hemmt gleichzeitig die Keratinproduktion. So kommt es zur Parakeratose und Verdünnung des Stratum corneum. Für die Therapie der Akne bedeutet das, dass die pathologisch veränderte Zelldifferenzierung der Keratinozyten im Follikelinfundibulum günstig beeinflusst, die Kohärenz der Hornlamellen gelöst und der Keratinpfropf aus dem Follikelinfundibulum herausgehoben wird. Neben echter Komedolyse erfolgt auch eine Prophylaxe gegen Komedonenneubildung.[4]
- Tretinoin bietet ein breites immunmodulatorisches Spektrum: In Abhängigkeit vom Zustand der behandelten Haut kann es immunsuppressiv, immunstimulatorisch, proinflammatorisch oder antiinflammatorisch wirken.

## Nebenwirkungen
Bei der Behandlung der Promyelozytenleukämie kann es durch die Bindung der nun ausgereiften Leukämiezellen an die Lungengefäße zu einem akuten Atemnotsyndrom kommen. Dabei kann eine Flüssigkeitseinlagerung (Pleura- oder Perikarderguss bzw. Lungenödem) oder eine Infiltratbildung in der Lunge mit Fieber auftreten. Zur Behandlung des Atemnotsyndroms wird die systemische Zufuhr von Tretinoin unterbrochen. Die Letalität des Syndroms beträgt rund 10 %. Darüber hinaus können bei der systemischen Anwendung Kopfschmerzen, Pseudotumor cerebri sowie unerwünschte Wirkungen an Haut und Gastrointestinaltrakt auftreten.

## Kombinationen mit anderen Wirkstoffen
Zur Verbesserung des therapeutischen Effektes und Verringerung unerwünschter Wirkungen bei der topischen Anwendung wird Tretinoin mit anderen Wirkstoffen kombiniert. Als Fertigpräparate werden zur Aknetherapie die Kombination mit dem Antibiotikum Erythromycin und zur Behandlung schwerer Verhornungsstörungen wie Ichthyosis die Kombination mit Harnstoff (Urea) angeboten.
2013 fand eine prospektive Vergleichsstudie mit 60 Teilnehmern, dass die Kombination von Tretinoin mit einem bestimmten Aloe Vera-Gel nach acht Wochen Behandlung ein besseres Ergebnis bei leichter bis mittelschwerer Akne erzielte als das Retinoid allein.

## Schwangerschaft und Stillzeit
Bei gebärfähigen Frauen darf Tretinoin aufgrund seiner allgemein teratogenen Wirkung nicht oder nur nach Ausschluss einer Schwangerschaft systemisch angewandt werden (Bestimmte Arten von Ohrmissbildungen etwa gelten als typisch für Vitamin-A-Abkömmlinge). Der Ausschuss für Risikobewertung im Bereich der Pharmakovigilanz (PRAC) schätzt ein, dass nach topischer Retinoidanwendung die systemische Exposition voraussichtlich vernachlässigbar ist und schädliche Wirkungen auf den Fötus unwahrscheinlich sind. Übermäßige Anwendung und eine geschädigte Hautbarriere könnten jedoch zu einer erhöhten systemischen Exposition führen, so dass das teratogene Risiko auch nach lediglich topischer Anwendung nicht vollständig auszuschließen ist. Vorsichtshalber und vor dem Hintergrund, dass die topische Anwendung keine lebensbedrohlichen Erkrankungen betrifft, empfahl der PRAC, dass die Anwendung topischer Retinoide, Tretinoin inklusive, während der Schwangerschaft und bei Frauen, die eine Schwangerschaft planen, kontraindiziert sein soll.

## Handelsnamen
Monopräparate
Airol (D, CH), Cordes VAS (D), Eudyna (A), Retin-A (A, CH), Vesanoid (D, A, CH)
Kombinationspräparate
Aknemycin plus (D), Balisa VAS (D), Carbamid + VAS Creme Widmer (D, CH), Keratosis + Tretinoin Creme (A), Pigmanorm (D, CH), Sebo-psor (CH), Ureotop + VAS Creme (D), Verra-med (CH)
Vesanoid wird als Kapsel eingenommen während die anderen Präparate als Lösung, Creme oder Salbe äußerlich angewendet werden.